# La meva obsessió per Helena
La meva obsessió per Helena (títol original: Boxing Helena) és una pel·lícula estatunidenca dirigida per Jennifer Chambers Lynch, estrenada el 1993. Ha estat doblada al català.

## Argument
De nen, Nick Cavanaugh, no ha estat mai un pes per la seva mare, una jove dona seductora que la seva maternitat carregava. Després, Nick Cavanaugh es va convertir en un metge dotat, amb carrera prometedora. Per desgràcia seva, no obstant això, alimenta un amor obsessiu per Helena, una personalitat encantadora i sàdica. Un cop del destí li ha de permetre alliberar els seus fantasmes.

## Repartiment
- Julian Sands: Doctor Nick Cavanaugh
- Sherilyn Fenn: Helena
- Bill Paxton: Ray O'Malley
- Kurtwood Smith: dr. Alan Palmer
- Art Garfunkel: dr. Lawrence Augustine
- Betsy Clark: Anne Garrett
- Nicolette Scorsese: Infermera
- Meg Register: Marion Cavanaugh
- Bryan Smith: Russell
- Marla Levine: Patricia
- Kim Lentz: Diane, infermera
- Lloyd T. Williams: Sam, el botiguer

## Al voltant de la pel·lícula
- Madonna en principi va estar preseleccionada pel paper d'Helena que tanmateix va declinar. Kim Basinger havia de reemplaçar-la però ho va desestimar a quatre setmanes del rodatge. L'afer d'altra banda va ser portat davant els tribunals que van condemnar l'actriu amb 8 milions de dòlars, cosa que l'obliga a declarar-se en fallida.[3] Kim Basinger va apel·lar el judici i havent guanyat aquest segon procés, va signar un acord amb els seus oponents sobre una indemnització menys elevada.[4]

## Premis i nominacions
- Razzie 1994: Pitjor director.